# Highlights (musikalbum)
Highlights musikalbum är det svenska dansbandet Highlights debutalbum (studioalbum). Det gavs ut år 2005.

## Låtlista
1. Jag stannar inatt
2. Unmistakable
3. Fem i tolv
4. Say you will, say you wont
5. I'll give you a mountain
6. Har du ångtar dig
7. Kommer du ihåg
8. Ingen som hon
9. Som av eld
10. Hold me know
11. Still one up on love
12. Sommartid